# Venzóleo
Venzóleo fue un club de fútbol amateur venezolano.

## Historia
La empresa gasolinera Venzóleo de principios del siglo XX formó su equipo de fútbol para competir en la primera división (1922-1928). En 1925 fue subcampeón pero en 1927 levantó el trofeo mayor. Debido a problemas políticos, la plantilla desapareció y parte de sus jugadores fundó el Unión Sport Club. Eliézer Pérez

El Venzóleo participó solamente en la Era amateur del Fútbol venezolano. Tuvo como sede la ciudad de Caracas. El equipo (con el nombre de una gasolinera de Venezuela) fue patrocinado por empresas petroleras.
En 1924 el equipo (luego de ser fundado como entidad social a finales de 1920 y jugar en 1922 y 1923 en la categoría juvenil) inicialmente jugó en la tercera categoría del fútbol "aficionado" (es decir, como la tercera división del fútbol caraqueño) junto con: Loyola Sport Club, Nueva Esparta (equipo caraqueño, no de la isla), Campeador y Liceo San José.
El equipo ha ganado 1 campeonato en la Primera División de Venezuela: en 1927. El Venzóleo fue también segundo en 1925 y en 1926.
El partido inaugural de la temporada 1926 fue entre Centro Atlético Sport Club y Venzóleo, en la que se disputó la Primera Copa Trofeo Venezuela (donada por "The Caribbean Petroleum Company").
Cuando en diciembre de 1925 fue fundada la FVF con el nombre "Federación Nacional de Foot Ball", el Presidente del Venzóleo (Víctor Brito Alfonzo) fue nombrado vicepresidente de este máximo organismo del fútbol venezolano.
Sucesivamente fue disuelto por problemas políticos y de presupuesto en 1928. Algunos de sus jugadores y directivos fundaron el Unión Sport Club.

## Equipo de 1926
- Venzóleo:

1. Alfonso Toledo
2. Ernesto Aramburu
3. Luis Hernández "La Cochina"
4. Picón
5. Víctor Lara
6. Blank
7. Ernesto Fushemberger
8. Juan Rodríguez
9. Vicente Ochoa
10. Pedro Armas "El Capacho"
11. Clemente Romero

## Participaciones en Copas varias
El Deportivo Venezuela -luego de ser fundado en 1922- participó en las siguientes "Copas" amistosas:
- 1926 — Copa Trofeo Venezuela

El torneo fue patrocinado por "The Caribbean Petroleum Company" y otras compañías petroleras.
- 1928 — Copa Ellas

El torneo se realizó en honor a la mujer venezolana. Centro Atlético, Deportivo Venezuela, Alemania DSV (Deutscher Sport Verein), Venzóleo y Unión SC fueron los participantes.